# 沈田子
沈田子（383年—418年3月7日），字敬光，吳興武康（今浙江德清縣武康鎮）人。東晉末年將領，曾參與北伐南燕和後秦的戰爭，並留鎮關中。不久因擅殺另一將領王鎮惡而被處死。沈田子是南北朝文學家沈約的伯祖父。

## 生平

### 親報父仇
沈田子父親沈穆夫在隆安三年（399年）孫恩之亂時做過孫恩的前部參軍，並於同年因為孫恩敗於晉軍而被捕處死。沈田子祖父沈警向來厭惡無德行的同宗沈預，此時沈預卻向官府告發逃匿的沈警，於是沈警和沈田子四位叔父都被處死，而沈田子與兄弟們藏身山中，終倖免於難。後因弟弟沈林子向當時正討伐孫恩的劉裕陳情，終獲劉裕接濟，讓其一家移居京口（今江蘇鎮江）。元興三年（404年），劉裕舉兵討伐篡位的桓玄，沈田子亦參與，隨其攻下首都建康（今江蘇南京市）。隨後，沈田子與沈林子東歸吳興並殺了沈預一家，報了父仇，並以沈預的頭顱拜祭父祖。

### 北征南燕
沈田子在劉裕起兵時參劉裕軍事，並於義熙二年（406年）以此功封營道縣五等侯。義熙五年（409年），沈田子隨劉裕北伐南燕，其時他率偏師與龍驤將軍孟龍符擔當前鋒，並於臨朐（今山東臨朐）四十里外的巨蔑水與公孫五樓所率的南燕軍作戰。當時孟龍符初戰即擊退燕軍，奪得水源，但不等上隨行騎兵就輕率追擊，最終戰死。由於沈田子力戰，終擊破南燕軍，公孫五樓退走。

### 安定嶺南
次年（410年），劉裕成功滅南燕，但同時盧循就攻取了江州各郡，並威脅建康，沈田子於是隨劉裕班師回防建康。同年盧循因為無法攻下建康，擄掠丹楊郡諸縣亦無所獲，唯有退軍，劉裕乘機大治水軍，並命沈田子加振武將軍，與建威將軍孫處率兵三千，循海路襲擊盧循於廣州的根據地番禺（今廣東廣州市）。由於盧循留守番禺的守軍並未部處海防，且孫處到時正遇大霧，故此孫處於到達即日就攻陷了番禺。沈田子隨即又領兵進攻嶺南各郡。義熙七年（411年），盧循及徐道覆因敗於劉裕而南奔廣州，沈田子就會同追擊的劉藩等進攻徐道覆，並於始興郡擊殺他。不久盧循率餘眾圍攻孫處據守的番禺城，沈田子率軍南返救援孫處，並大敗盧循，殺了一萬多人。盧循兵敗逃走，沈田子則聯同孫處追擊，接連在蒼梧、鬱林及寧浦三郡擊敗盧循，可是沈田子就因孫處患病而放棄繼續追擊。孫處於晉康郡去世，其時山賊乘戰亂之後而起，發生大量攻略城池、殺害官員的事件，新任廣州刺史褚裕之又未至，沈田子因而討伐，很快就平定所有山賊，直至褚裕之到任後才返回建康。
沈田子後來以振武將軍任太尉參軍、淮陵內史，並於義熙八年（412年）隨同劉裕討伐荊州刺史劉毅。義熙十一年（415年）又再隨軍討伐荊州刺史司馬休之，並參征虜將軍趙倫之軍事、轉任扶風太守，與趙倫之同領別軍。

### 從征後秦
義熙十三年（416年），劉裕北伐後秦，命沈田子與傅弘之同率別軍進軍武關。次年（417年）七月，劉裕率軍至陝縣（今河南陝縣），沈田子等即過武關進進關中，因後秦各城守將都棄城出走，於是順利進屯青泥（今陝西藍田縣南）。當時後秦守將姚和都屯駐於嶢柳（今陝西商洛市商州區西北）抵抗，而後秦皇帝姚泓親自率軍抵抗劉裕，並怕沈田子從後襲擊，於是決定先行領兵消滅沈田子，然後才全力與劉裕決戰。當時沈田子既為別軍，只有一千多兵，面臨姚泓大軍，沈田子卻意圖乘姚泓新至進襲，於是自領士兵先進，傅弘之作後繼。後秦軍建了數重包圍圈圍困沈田子，而沈田子則對士卒說：「你們冒險遠道而來，為的正是今日這一戰，建功封侯的機會就在此時了！」士兵於是奮勇殺敵，大敗後秦軍，姚泓敗奔灞上（今陝西西安市東南）。沈田子隨後與劉裕派來支援自己的沈林子一同追擊，其時沈田子更圖窮追姚泓至長安，但因沈林子勸阻而作罷，但其時關中各郡縣都望風向晉軍歸降了。不久長安（今陝西西安市）城陷，姚泓出降，後秦滅亡，沈田子獲授咸陽、始平二郡太守。

### 擅殺國將
同年十二月，劉裕班師，留次子劉義真為鎮守長安，並命王鎮惡、沈田子、傅弘之等留戍長安，協助劉義真，沈田子亦受命為劉義真的中兵參軍。沈田子在嶢柳戰勝後，劉裕曾上书稱頌沈田子的功勳，又在滅秦後的宴會中向沈田子說：「咸陽得以平定，是你的功勞呀。」故此沈田子心中覺得自己在滅秦戰爭中的功勞比起攻陷長安的王鎮惡更大。且由於王鎮惡是北方人，其功勞亦為一眾南方出身的將領所妒忌，其祖父王猛在關中人民中亦甚有威望，於是沈田子和傅弘之就在劉裕班師以前屢次表示王鎮惡並不可信。不過，劉裕以留在關中的兵力強盛，王鎮惡要叛變是自取滅亡，更向沈田子說：「鍾會之所以不能成功作亂，就因為衞瓘呀。正謂『一頭猛獸也比不上一群狐狸』，你們有十多人，怕甚麼王鎮惡！」
義熙十四年（418年）正月，夏國將領赫連璝進攻關中，沈田子率兵抵抗，但因敵方兵力強盛而退守劉迴堡，並派使者向王鎮惡報告。然而王鎮惡卻要沈田子進擊，不久更親自領兵聯合沈田子到長安以北抵抗夏軍。當時軍中傳出謠言說王鎮惡要盡殺南方人，送了劉義真南歸就在關中自立。沈田子一直都想除去王鎮惡，此時就與傅弘之合謀誘殺王鎮惡，假稱是劉裕的命令。正月辛亥日（3月7日），沈田子以議事為由請王鎮惡到傅弘之的營中，席間就讓埋伏的沈敬仁殺了王鎮惡。事後沈田子向劉義真稱王鎮惡謀反，而安西長史王脩就以沈田子擅殺大臣將其拿下處死。沈田子死時三十六歲，而在其死後，原本應該以其攻滅後秦的功勳論功行賞，然而就因為他殺了王鎮惡而沒有做；不過劉裕亦聲稱沈田子是發了狂才殺人，亦不深究其罪。

## 子嗣
沈田子沒有子嗣，於是收繼沈林子次子沈亮為後嗣。